# Chiesa di Santa Maria (Pietralunga)
La chiesa di Santa Maria è la parrocchiale di Pietralunga, in provincia di Perugia e diocesi di Città di Castello; fa parte della zona pastorale Sud.

## Storia
La primitiva pieve pietralunghese, che era una delle più importanti della diocesi di Città di Castello, sorse probabilmente tra i secoli VII e VIII; questo edificio fu oggetto di una risistemazione verso l'anno mille.
Nel 1279 l'originaria chiesa crollò e al suo posto venne quindi edificata la nuova parrocchiale; la facciata tuttavia è più recente, essendo stata realizzata nel 1909 per interessamento dell'allora parroco don Vito Gattaponi, nel corso dei lavori di ristrutturazione dell'edificio, che ne comportarono anche la modifica della configurazione interna. Nel 1933 fu invece eretto il campanile, mentre poi la chiesa venne restaurata tra gli anni settanta e anni ottanta; in quegli stessi anni fu eseguito l'adeguamento volto ad adattare l'edificio alle norme stabilite dal Concilio Vaticano II.

## Descrizione

### Esterno

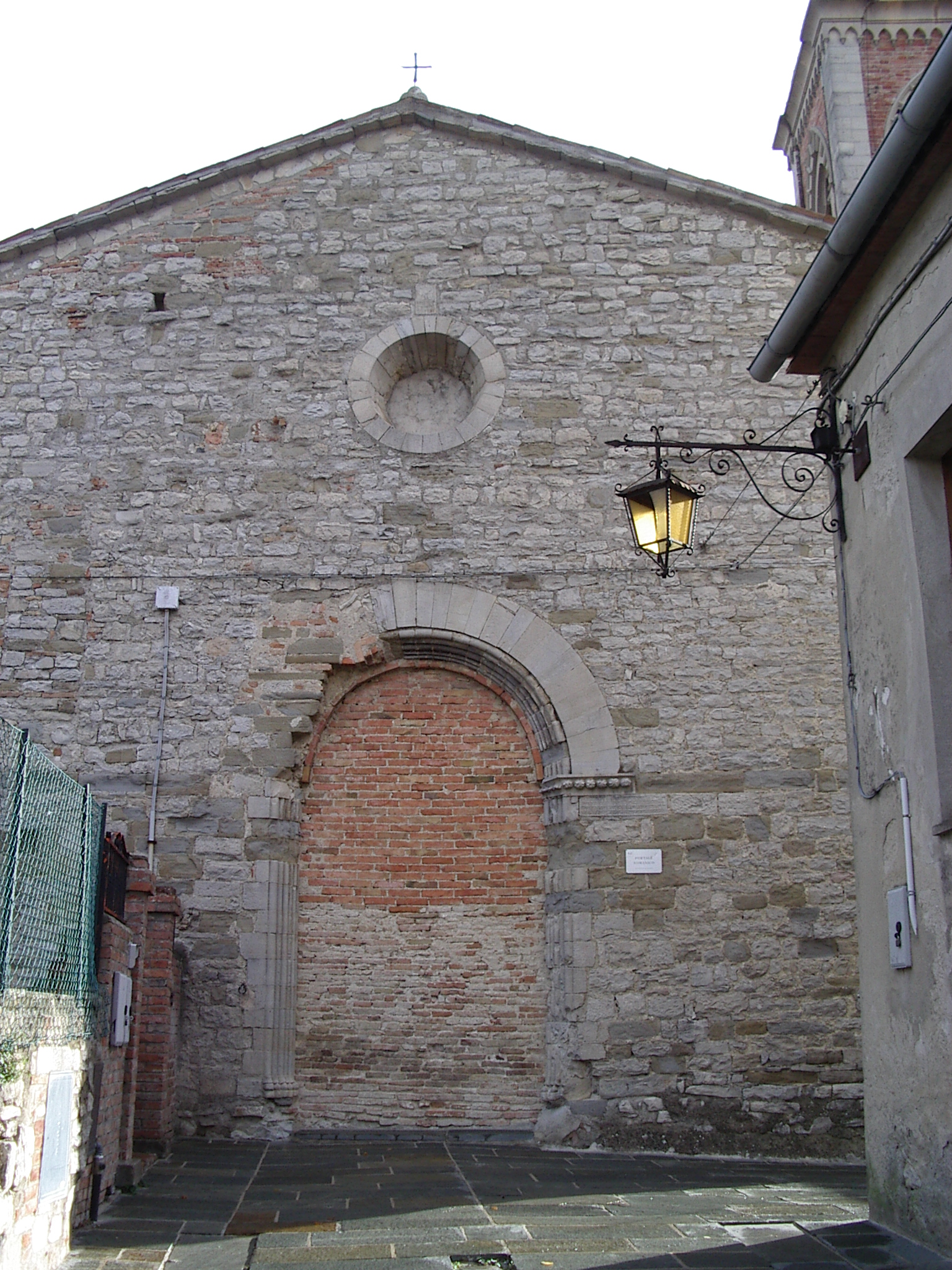
Facciata posteriore

La facciata a capanna in conci di pietra della chiesa, alla quale s'accede percorrendo una scalinata composta da due rampe simmetriche e dotata di balaustra, è in stile neogotico; delimitata da due paraste alle estremità, presenta nel mezzo il portale d'ingresso strombato, sormontato da una lunetta a sesto acuto abbellita da un affresco rappresentante la Madonna, e, più in alto, una finestra a bifora, affiancata da due oculi quadrilobati.
Sul retro si conserva l'antica facciata romanica a capanna, caratterizzata dal portale centrale murato ad arco a tutto sesto, sormontato da un piccolo rosone anch'esso cieco.
Annesso alla parrocchiale è il campanile, anch'esso neogotico, suddiviso in più registri da cornici marcapiano; è in mattoni a faccia vista, mentre gli spigoli sono decorati con lesene poggianti su basamenti. La cella è caratterizzata da monofore trilobate sorrette da colonnine.

### Interno
L'interno dell'edificio è costituita da un'unica navata suddivisa in tre campate, le cui pareti sono scandite dai pilastri sui quali si impostano i costoloni delle volte ogivali.
Qui si conservano diverse opere di pregio, tra cui l'affresco raffigurante il Martirio di San Sebastiano, eseguito forse da Raffaellino del Colle, e quello che ha come soggetto la Beata Vergine Maria.